# Joan Osborne
Joan Elizabeth Osborne (født 8. juli 1962 i Anchorage, Kentucky, USA) er en amerikansk singer-songwriter, der nok mest er kendt for sangen One of Us.
Osborne har udgivet adskillige plader siden "One Of Us", deriblandt en coverplade. Hun medvirkede med stor succes i tv-filmen Standing in the Shadows of Motown om de legendariske sessionmusikere, der spillede på mange af de berømte hits fra Motown i Detroit. I filmen sang hun blandt andet "What Becomes Of The Broken Hearted" og "(Love Is Like a) Heat Wave", med de oversete musikerne fra Berry Gordys Motown Records, nu kendt som The Funk Brothers.